# Iza Lach
Iza Lach (Łódź, 14 maggio 1989) è una cantante polacca.

## Biografia
La prima apparizione televisiva di Iza Lach è stata al programma musicale per bambini Od przedszkola do Opola all'età di cinque anni. È stata scoperta tramite il suo profilo Myspace, dove pubblicava sue registrazioni musicali, da un talent scout della EMI Music Poland, con cui ha firmato un contratto discografico e pubblicato il suo album di debutto Już czas nel 2008.
Nel 2011 è uscito il suo secondo album Krzyk, che le ha fruttato due candidature alla successiva edizione dei premi Fryderyk, il principale riconoscimento musicale polacco, per la compositrice dell'anno e per l'album pop dell'anno.
Nel 2012 ha vinto un concorso online per registrare il remix ufficiale della canzone Set It Off di Snoop Dogg. Il rapper ha prodotto il terzo album della cantante, Off the Wire, cantato principalmente in lingua inglese. Nello stesso anno Iza Lech ha ricevuto una candidatura per il miglior artista polacco agli MTV Europe Music Awards 2012.

## Discografia

### Album in studio
- 2008 – Już czas
- 2011 – Krzyk
- 2012 – Off the Wire
- 2014 – Flower in the Jungle
- 2014 – Painkiller

### EP
- 2012 – Good Friday

### Singoli
- 2008 – Nie
- 2008 – Nie masz mnie
- 2011 – Nic więcej
- 2012 – Chociaż raz
- 2012 – Lost in Translation (feat. Snoop Dogg)
- 2013 – Brand New Start (feat. Snoop Dogg)
- 2013 – Hello I'm Ready
- 2013 – No Ordinary Affair (feat. Snoop Dogg)
- 2015 – Sąd ostateczny

#### Come featuring
- 2012 – Set It Off (Remix) (Snoop Dogg feat. Iza Lach)